# Kurt Matschke
Kurt Matschke, född 4 maj 1908 i Domsel, död 16 maj 1984 i Lemgo, var en tysk SS-Hauptsturmführer och Kriminalrat. Han ledde bland annat Sonderkommando 7a, ett specialkommando som under andra världskriget opererade i de av Tyskland ockuperade Litauen, Vitryssland och Ryssland.

## Biografi
Matschke studerade rättsvetenskap vid Breslaus universitet. År 1932 blev han medlem i Nationalsocialistiska tyska arbetarepartiet (NSDAP) och Schutzstaffel (SS). Från mitten av 1930-talet var Matschke verksam vid Gestapo i Liegnitz.

### Operation Barbarossa
Den 22 juni 1941 anföll Tyskland sin tidigare bundsförvant Sovjetunionen och inledde Operation Barbarossa. Enligt Adolf Hitler innebar kriget mot Sovjetunionen ett ideologiskt förintelsekrig och den ”judisk-bolsjevikiska intelligentian” måste elimineras. Efter de framryckande tyska arméerna följde Einsatzgruppen, mobila insatsgrupper. Chefen för Reichssicherheitshauptamt, Reinhard Heydrich, gav insatsgrupperna i uppdrag att mörda judar, romer, partisaner, politiska kommissarier (så kallade politruker) och andra personer som ansågs hota Tredje rikets säkerhet. Beträffande insatsgruppernas massmord på judar mördades initialt endast män, men i augusti 1941 gav Reichsführer-SS Heinrich Himmler order om att massmordet även skulle inbegripa kvinnor och barn.
I december 1941 efterträdde Matschke Eugen Steimle som befälhavare för Sonderkommando 7a (även betecknat Einsatzkommando 7a) inom Einsatzgruppe B. Under Matschkes ledning förövade kommandot massakrer i Klintsy, Dobruš, Mglin, Starodub och Wolowka. I februari 1942 avlöstes Matschke av Albert Rapp som chef för Sonderkommando 7a och kommenderades så småningom till Gestapo i Köln, där han organiserade deportationer av judar till gettona i Łódź, Lublin, Minsk och Riga samt till koncentrationslägren Theresienstadt och Auschwitz.

### Efter andra världskriget
År 1948 dömde en domstol i Burgsdorf Matschke till två års fängelse för medlemskap i två organisationer, som av den Internationella militärtribunalen i Nürnberg hade förklarats som kriminella. En domstol i Köln dömde honom i juli 1954 till två års fängelse för krigsförbrytelser, medan de medåtalade Emanuel Schäfer och Franz Sprinz fick sex år och nio månaders fängelse respektive tre års fängelse. År 1966 dömdes Matschke av en domstol i Essen till fem års fängelse för massarkebuseringarna i Starodub och Klintsy 1942.